# Мальцев, Василий Петрович
Василий Петрович Мальцев (1 января 1950, Башкирская АССР, с. Табынск, Гафурийский район) — мэр города Златоуста (1991—2000), доктор технических наук.
Родился в Башкирской АССР в 1950 г. в с. Табынск Гафурийского района. Окончив в 1973 г. Челябинский политехнический институт, трудился старшим мастером, начальником технического бюро, заместителем начальника первого механического цеха Машиностроительного завода имени В. И. Ленина.
Трудовая деятельность В. П. Мальцева с 1979 по 1982 г. проходила в Ираке. С 1983 года он занимает пост начальника СКТБ, в 1985 — должность заместителя секретаря парткома завода имени В. М. Ленина. С 1988 года — начальник третьего механического цеха машиностроительного завода имени В. И. Ленина.
Председателем городского Совета народных депутатов В. П. Мальцева избирают в 1990 г., а с 1996 года — главой Златоуста.
Женат, воспитал сына, четыре внука.

## Сочинения
- Златоуст на изломе 90-х… : постперестроечное время глазами главы города. — Златоуст, 2009. — 243, [1] с. : ил., портр.